# Stein (Limburgo)
Stein é um município dos Países Baixos, situado na província de Limburgo. Tem 22,80 km² de área e sua população em 2020 foi estimada em 24.935 habitantes.